# كارل بيرغر (ملحن)
كارل بيرغر (بالألمانية: Karl Berger)‏ هو عالم موسيقى وملحن وعازف بيانو ألماني، ولد في 30 مارس 1935 في هايدلبرغ في ألمانيا.

## وصلات خارجية
- كارل بيرغر على موقع IMDb (الإنجليزية)
- كارل بيرغر على موقع ميوزك برينز (الإنجليزية)
- كارل بيرغر على موقع أول ميوزيك (الإنجليزية)
- كارل بيرغر على موقع ديسكوغز (الإنجليزية)